# Phan Ngọc Hiển (xã)
Phan Ngọc Hiển là một xã thuộc tỉnh Cà Mau, Việt Nam.

## Địa lý
Xã Phan Ngọc Hiển có vị trí địa lý:
- Phía đông giáp xã Tân Ân
- Phía tây giáp xã Đất Mũi
- Phía nam giáp Biển Đông
- Phía bắc giáp xã Đất Mới.

Xã Phan Ngọc Hiển có diện tích 237,7 km², dân số năm 2024 là 35.238 người, mật độ dân số đạt 148 người/km².

## Lịch sử
Ngày 20 tháng 9 năm 1975, Bộ Chính trị ban hành Nghị quyết số 245-NQ/TW về việc hợp nhất tỉnh Bạc Liêu, tỉnh Cà Mau và 2 huyện An Biên, Vĩnh Thuận (ngoại trừ 2 xã Đông Yên và Tây Yên) của tỉnh Rạch Giá thành một tỉnh mới, tên gọi tỉnh mới cùng với nơi đặt tỉnh lỵ sẽ do địa phương đề nghị lên.
Ngày 20 tháng 12 năm 1975, Bộ Chính trị ban hành Nghị quyết số 19/NQ về việc hợp nhất tỉnh Bạc Liêu và tỉnh Cà Mau thành một tỉnh mới, tên gọi tỉnh mới cùng với nơi đặt tỉnh lỵ sẽ do địa phương đề nghị lên.
Ngày 24 tháng 2 năm 1976, Chính phủ Cách mạng Lâm thời Cộng hòa miền Nam Việt Nam ban hành Nghị định số 3/NQ/1976 về việc hợp nhất tỉnh Bạc Liêu và tỉnh Cà Mau thành một tỉnh mới, lấy tên là tỉnh Bạc Liêu – Cà Mau. Khi đó, xã Viên An thuộc huyện Năm Căn, tỉnh Cà Mau – Bạc Liêu.
Ngày 10 tháng 3 năm 1976, Chính phủ ban hành Nghị quyết về việc thành lập tỉnh Minh Hải trên cơ sở đổi tên tỉnh Bạc Liêu – Cà Mau. Khi đó, xã Viên An thuộc huyện Năm Căn, tỉnh Minh Hải.
Ngày 25 tháng 7 năm 1979, Hội đồng Chính phủ ban hành Quyết định số 275-CP về việc chia xã Viên An thuộc huyện Năm Căn thành 3 xã: Duyên An Đông (Viên An Đông), Duyên An Tây (Viên An Tây), Đất Mũi.
Ngày 17 tháng 12 năm 1984, Hội đồng Chính phủ ban hành Quyết định số 168-HĐBT về việc:
- Đổi tên huyện Năm Căn thành huyện Ngọc Hiển.
- Đổi tên xã Duyên An Đông thuộc huyện Năm Căn thành xã Viên An thuộc huyện Ngọc Hiển.

Ngày 6 tháng 11 năm 1996, Quốc hội ban hành Nghị quyết về việc chia tỉnh  Minh Hải thành tỉnh Bạc Liêu  và tỉnh Cà Mau. Khi đó, xã Viên An Đông thuộc huyện Ngọc Hiển, tỉnh Cà Mau.
Ngày 8 tháng 1 năm 2009, UBND tỉnh Cà Mau ban hành Quyết định số 29/QĐ-UBND về việc công nhận xã Tân Ân là đô thị loại V.
Ngày 4 tháng 6 năm 2009, Chính phủ ban hành Nghị quyết số 24/NQ-CP về việc thành lập thị trấn Rạch Gốc thuộc huyện Ngọc Hiển trên cơ sở điều chỉnh 5.271,50 ha diện tích tự nhiên và 7.831 nhân khẩu của xã Tân Ân.
Sau khi điều chỉnh địa giới hành chính, xã Tân Ân còn lại 6.172,45 ha diện tích tự nhiên và 5.012 nhân khẩu.
Ngày 19 tháng 9 năm 2016, UBND tỉnh Cà Mau ban hành Quyết định số 1615/QĐ-UBND về việc công nhận thị trấn Rạch Gốc là đô thị loại V.
Ngày 9 tháng 12 năm 2020, HĐND tỉnh Cà Mau ban hành Nghị quyết số 28/NQ-HĐND về việc sáp nhập ấp Kinh Đào vào ấp Đường Đào.
Ngày 29 tháng 9 năm 2021, UBND tỉnh Cà Mau ban hành Quyết định số 2005/QĐ-UBND về việc chuyển các ấp Đường Đào, Rạch Gốc B, Tam Hiệp thành khóm có tên tương ứng.
Tính đến ngày 31/12/2024:
- Thị trấn Rạch Gốc có 9 khóm: 1, 3, 4, 6, 7, 8, Đường Đào, Rạch Gốc B, Tam Hiệp.
- Xã Viên An Đông có 12 ấp: Bàn Quỳ, Biện Nhạn, Cây Phước, Đồng Khởi, Kinh Ráng, Kinh Ranh, Nhưng Miên, Tắc Biển, Xẻo Lá, Xẻo Ngay, Xóm Mới, Xưởng Tiện.

Ngày 12 tháng 6 năm 2025, Quốc hội ban hành Nghị quyết số 202/2025/QH15 về việc sắp xếp đơn vị hành chính cấp tỉnh (nghị quyết có hiệu lực từ ngày 12 tháng 6 năm 2025). Theo đó, sáp nhập tỉnh Bạc Liêu vào tỉnh Cà Mau.
Ngày 16 tháng 6 năm 2025, Ủy ban Thường vụ Quốc hội ban hành Nghị quyết số 1655/NQ-UBTVQH15 về việc sắp xếp các đơn vị hành chính cấp xã của tỉnh Cà Mau năm 2025 (nghị quyết có hiệu lực từ ngày 16 tháng 6 năm 2025). Theo đó, thành lập xã Phan Ngọc Hiển thuộc tỉnh Cà Mau trên cơ sở toàn bộ 45,8 km² diện tích tự nhiên, quy mô dân số là 13.930 người của thị trấn Rạch Gốc; toàn bộ 134,2 km² diện tích tự nhiên, quy mô dân số là 14.808 người của xã Viên An Đông huyện Ngọc Hiển và điều chỉnh 62,4 km² diện tích tự nhiên, quy mô dân số 6.590 người của xã Tân Ân thuộc huyện Ngọc Hiển.
Xã Phan Ngọc Hiển có 237,7 km² diện tích tự nhiên và quy mô dân số là 35.238 người.